# Flying Lotus
Flying Lotus (* 7. Oktober 1983 in Los Angeles; bürgerlich Steven Ellison) ist ein US-amerikanischer DJ und Produzent von experimenteller elektronischer Musik und Hip-Hop aus Winnetka in Kalifornien.

## Leben und Werdegang
Flying Lotus stammt aus einer musikalischen Familie: Seine Großmutter, Marilyn McLeod, arbeitete für das Motown-Label und schrieb Songs für Marvin Gaye und Diana Ross; Alice Coltrane ist seine Großtante; deren Sohn Oran Coltrane beeinflusste seine Musikästhetik. Seine Musik ist beeinflusst von Hip-Hop, Electro und Jazz. Er produzierte zunächst Filmmusik für den Cartoon-Sender Adult Swim, bevor er 2006 erstmals ein eigenes Stück auf der Compilation Sound Of LA von Carlos Niño veröffentlichte. Daraufhin nahm ihn das Label Plug Research unter Vertrag, auf dem noch im gleichen Jahr sein Debütalbum 1983 erschien. Das Album war geprägt von Hip-Hop- und Free-Jazz-Einflüssen. 2007 wechselte Flying Lotus zum englischen Label Warp Records. Dort erschien ein Jahr später sein zweites Album Los Angeles. Parallel dazu produzierte er Beats und ganze Stücke für andere Musiker, darunter José James und Gonjasufi. Der Produzent The Gaslamp Killer bearbeitete seinerseits Stücke von Flying Lotus und veröffentlichte die Remixe als A Decade of Flying Lotus. 
Im Mai 2010 erschien Flying Lotus’ drittes Album Cosmogramma, das unter anderem Gastbeiträge seines Cousins Ravi Coltrane und des Radiohead-Sängers Thom Yorke enthält. 2012 erschien das vierte Album Until the Quiet Comes, „ein tiefenentspanntes Album der Nacht, das weite Räume hörbar macht, bewusst Leerstellen setzt, durchzogen von samtenen Rhodesorgeln, runden Fusionbässen und weltenthobenen Streichersätzen“. Auf dem 2014 erschienenen Album You're Dead! sind unter anderem Herbie Hancock, Kendrick Lamar und Kamasi Washington zu hören. Eine tragende Rolle auf allen Flying-Lotus-Alben seit Cosmogramma spielt außerdem der Bassist Thundercat. 
Mit Brainfeeder gründete Flying Lotus im Jahr 2008 ein eigenes Label. Auf dem 2013 erschienenen Videospiel Grand Theft Auto V  betreibt Flying Lotus seinen eigenen virtuellen Radiosender, in dessen Playlist unter anderem Stücke von Aphex Twin, Tyler, the Creator und ihm selbst sowie seinem rappenden Alter Ego Captain Murphy zu hören sind.

## Captain Murphy
Seit 2012 tritt Flying Lotus unter dem Namen Captain Murphy auch als Rapper auf. Im Sommer 2012 erschien der Song Between Friends mit Earl Sweatshirt über Adult Swim. Zu dieser Zeit war nicht bekannt, um wen es sich bei Captain Murphy handelte, da er mit gepitchter Stimme rappte und auf Konzerten nur maskiert auftrat. In den Wochen darauf erschienen mehrere Musikvideos im Internet, aber auch diese verrieten die Identität des Rappers nicht. Am 15. November 2012 veröffentlichte Captain Murphy den Kurzfilm Duality auf YouTube, der mit seiner Musik unterlegt ist und verschiedene Filmsequenzen aus alten Hollywoodfilmen, Animationen, Pornofilmen und Videoausschnitten der Sekte Heaven’s Gate enthält. Das Video sowie die Musik behandeln als Thema Sekten. Am 28. November 2012 veröffentlichte Captain Murphy die Musik zu dem Kurzfilm als Du∆lity als kostenlosen Download. Feature-Gäste sind Earl Sweatshirt, Azizi Gibson und Jeremiah Jae. Seine wahre Identität als Flying Lotus enthüllte Captain Murphy am Ende seines Release-Konzertes im Club Low End Theory.

## Diskografie

### Alben
- 2006: 1983
- 2008: Los Angeles
- 2010: Cosmogramma
- 2012: Until the Quiet Comes
- 2014: You’re Dead!
- 2019: Flamagra
- 2021: Yasuke

### Mixtapes
Als Flying Lotus
- 2013: Ideas + Drafts + Loops

Als Captain Murphy
- 2012: Duality

### EPs
- 2007: Reset
- 2008: L.A. EP 1 X 3
- 2008: L.A. EP 2 X 3
- 2008: Shhh!
- 2009: L.A. EP 3 X 3
- 2010: Pattern+Grid World
- 2023: Flying Objects (gemeinsam mit Smoke DZA)

## Filmografie (Auswahl)
Soundtrack
- 2012: An Oversimplification of Her Beauty
- 2012: Cove Road
- 2014: Imperial Dreams
- 2017: Kuso
- 2017: Blade Runner Black Out 2022 (Kurzfilm)
- 2018: Perfect
- 2025: Ash

Regie
- 2025: Ash

Schauspiel
- 2025: Ash